# Bärnbach
Bärnbach est une commune autrichienne du district de Voitsberg en Styrie.

## Géographie
Bärnbach se situe dans la vallée du Kainach, entre les villes de Köflach et Voitsberg, et à 24 km à vol d’oiseau à l’ouest de Graz.

## Patrimoine

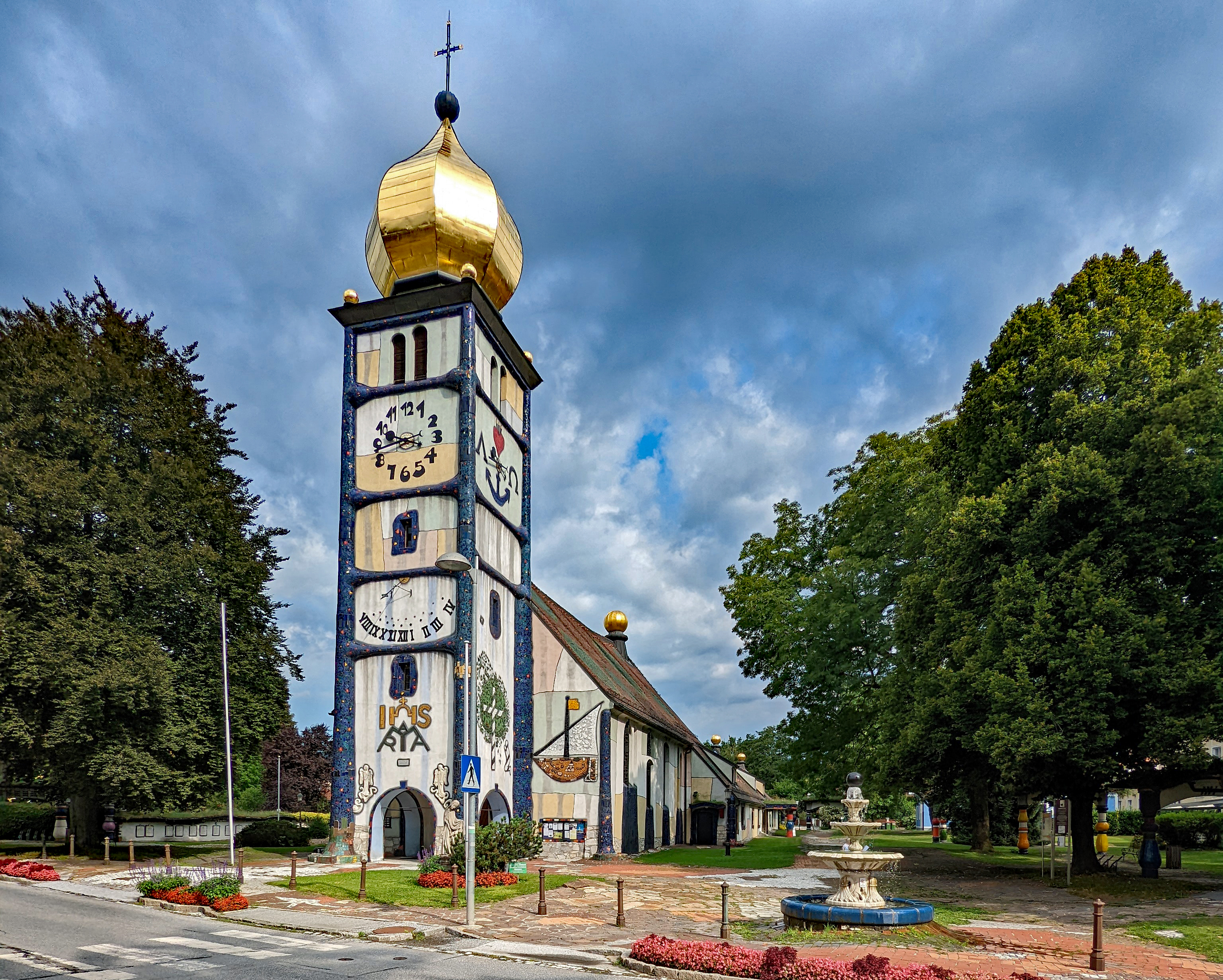
L’église Sainte-Barbara de Bärnbach

La ville est connue pour l’église Sainte-Barbara, décorée par Hundertwasser.